# Internationale Filmfestspiele Berlin 1988
Die Internationalen Filmfestspiele Berlin 1988 fanden vom 12. Februar bis zum 23. Februar 1988 statt.
Der deutsche Musicalfilm Linie 1 von Reinhard Hauff eröffnete die Berlinale. Probleme gab es bei der Besetzung des Jury-Präsidenten. Gert Fröbe hatte bereits seine Zusage gegeben, musste aber kurzfristig krankheitsbedingt absagen. Moritz de Hadeln berief daraufhin den italienischen Filmkritiker Guglielmo Biraghi zum Jury-Präsidenten.

## Wettbewerb
Im Wettbewerb waren folgende Filme zu sehen:
| Filmtitel                      | Regisseur               | Produktionsland             | Darsteller (Auswahl)                            |
| Die Dämonen                    | Andrzej Wajda           | Frankreich                  | Isabelle Huppert, Jutta Lampe                   |
| Einer trage des anderen Last … | Lothar Warneke          | DDR                         | Manfred Möck, Jörg Pose                         |
| Jagdzeit                       | Erden Kiral             | Türkei                      |                                                 |
| Jarrapellejos                  | Antonio Giménez-Rico    | Spanien                     |                                                 |
| Die Kommissarin                | Alexander Askoldow      | Sowjetunion                 |                                                 |
| Kreis der Angst                | Michael Pattinson       | Australien                  | Donald Pleasence                                |
| Lebensbilder                   | William D. MacGillivray | Kanada                      |                                                 |
| Mondsüchtig                    | Norman Jewison          | USA                         | Cher, Nicolas Cage                              |
| Mutter Krol und ihre Söhne     | Janusz Zaorski          | Polen                       | Magda Teresa Wójcik, Zbigniew Zapasiewicz       |
| Nachrichtenfieber              | James L. Brooks         | USA                         | William Hurt, Albert Brooks, Holly Hunter       |
| Rotes Kornfeld                 | Zhang Yimou             | VR China                    | Gong Li                                         |
| Die Rückkehr                   | Buddhadeb Dasgupta      | Indien                      |                                                 |
| Die Schuld                     | Miguel Pereira          | Argentinien, Großbritannien |                                                 |
| Theofilos                      | Lakis Papastathis       | Griechenland                |                                                 |
| Die Übeltäter                  | Franci Slak             | Jugoslawien                 |                                                 |
| Walker                         | Alex Cox                | USA, Mexiko, Spanien        | Ed Harris                                       |
| Wohin?                         | Herbert Achternbusch    | Deutschland                 | Josef Bierbichler                               |
| Yasemin                        | Hark Bohm               | Deutschland                 | Uwe Bohm                                        |
| Die Zeit mit Julien            | Agnès Varda             | Frankreich                  | Jane Birkin, Mathieu Demy, Charlotte Gainsbourg |

## Internationale Jury
Die internationale Jury bestand aus folgenden Mitgliedern: Guglielmo Biraghi (Italien), Ellen Burstyn (USA), Heiner Carow (DDR), Eberhard Junkersdorf (Deutschland), Tom Luddy (USA), Heinz Rathsack (Deutschland), Daniel Schmid (Schweiz), Andrei Smirnow (UdSSR), Tilda Swinton (Großbritannien), Anna-Lena Wibom (Schweden) und Pavlos Zannas (Griechenland).

## Preisträger

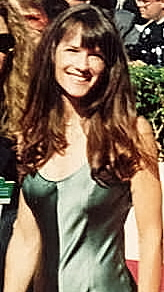
Holly Hunter

Die Jury wählte aus dem Wettbewerbsprogramm folgende Preisträger aus:
- Goldener Bär: Rotes Kornfeld von Zhang Yimou
- Silberne Bären:
  - Die Kommissarin (Spezialpreis der Jury)
  - Norman Jewison (beste Regie)
  - Holly Hunter (beste Darstellerin – Nachrichtenfieber)
  - Manfred Möck und Jörg Pose (beste Schauspieler – Einer trage des anderen Last)
  - Janusz Zaorski (herausragende Einzelleistung – Drehbuch und Regie)

Einen Goldenen Ehrenbären für sein Lebenswerk erhielt Alec Guinness.

## Weitere Preise
- Preis der Kinderjury (Kinderfilmfest): Hasenherz von Gunter Friedrich
- Teddy Award: The Last of England von Derek Jarman (Spielfilm), Die Wiese der Sachen von Heinz Emigholz (Dokumentarfilm), Tilda Swinton (Jurypreis)
- FIPRESCI-Preis (Wettbewerb): Die Kommissarin von Alexander Askoldow
- FIPRESCI-Preis (Forum): Dani, Michi, Renato & Max von Richard Dindo
- Interfilm Award – Otto-Dibelius-Preis (Wettbewerb): Die Kommissarin von Alexander Askoldow
- Interfilm Award – Otto-Dibelius-Preis (Forum): Der Indianer von Rolf Schübel
- UNICEF-Preis (Kinderfilmfest): Hasenherz von Gunter Friedrich
- CIFEJ-Preis (Kinderfilmfest): Kenny von Claude Gagnon[1]
- Caligari-Filmpreis (Forum): Der Mann mit den drei Särgen von Lee Jang-ho
- Friedensfilmpreis der Heinrich-Böll-Stiftung: Signed: Lino Brocka von Christian Blackwood
- Preis der Leserjury der Berliner Morgenpost: Einer trage des anderen Last von Lothar Warneke